# Gustav Gaertner
Gustav Gaertner (28. září 1855 v Pardubicích – 4. listopadu 1937 ve Vídni) byl rakouský lékař a patolog.

## Rodina

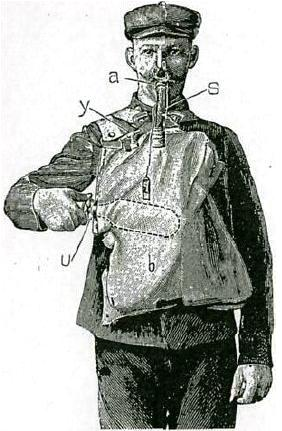
Představení Pneumatophoru Walcher-Gaertner od společnosti Waldek, Wagner & Benda (1895)

Gaertner byl synem zemědělce a vlastníka pálenice Aloise Gaertnera a jeho ženy Josephiny, rozené Liebermannové. V roce 1897 se oženil s Melanií, rozenou Schalekovou a z jejich manželství vzešla dcera (Hanna Gärtner) a syn.

## Vzdělání a povolání
Gaertner navštěvoval gymnázium v Hradci Králové, poté šel studovat medicínu na Univerzitu do Vídně. V roce 1879 zakončil studium promocí.
Gaertner pracoval na různých odděleních Všeobecné nemocnice města Vídeň a od roku 1882 na Institutu všeobecné a experimentální patologie u Salomona Strickera (1834–1898) jako asistent při přednáškách (realizoval Strickerem podporovanou projekci v přednáškových místnostech jako pomůcku při výuce). Již v roce 1884 byl Gaertner doporučen pro katedru experimentální patologie v Innsbrucku, ovšem intriky znemožnily jeho zaměstnání. V roce 1885 získal docenturu v oboru všeobecné a experimentální patologie a v roce 1890 obdržel mimořádnou profesuru, přičemž pracoval hlavně jako praktický lékař.
Během první světové války se dobrovolně přihlásil jako lékař do posádkové nemocnice v Grinzingu (Vídeň) a vedl zde oddělení. V roce 1918 obdržel řádnou profesuru na Vídeňské univerzitě.

## Práce
Gaertner pracoval především ve třech hlavních oblastech: experimentálně patologická zkoumání, výživy a na praktických, resp. vědeckých přístrojích.
Gaertner vyvinul velké množství praktických případně medicínských přístrojů: tonometr na měření krevního tlaku na palci (Gärtnerův tonometr, 1899), setrvačnou centrifugu, domácí váhu s otáčivou stupnicí, přístroj pro kontrolu pulzu pro operace, přenosný přístroj pro umělé dýchání (Pneumatophor v roce 1896, vyráběný firmou Waldek, Wagner & Benda), klystýr s dvojitým dmychadlem (Pneumoklys), přístroj na kontrolu průchodnosti nosu (Rhinometer), přístroj k určení hematokritu (Hämatograph), přenosnou sprchu (Ombrophor) a další.